# Gasteiner Museum

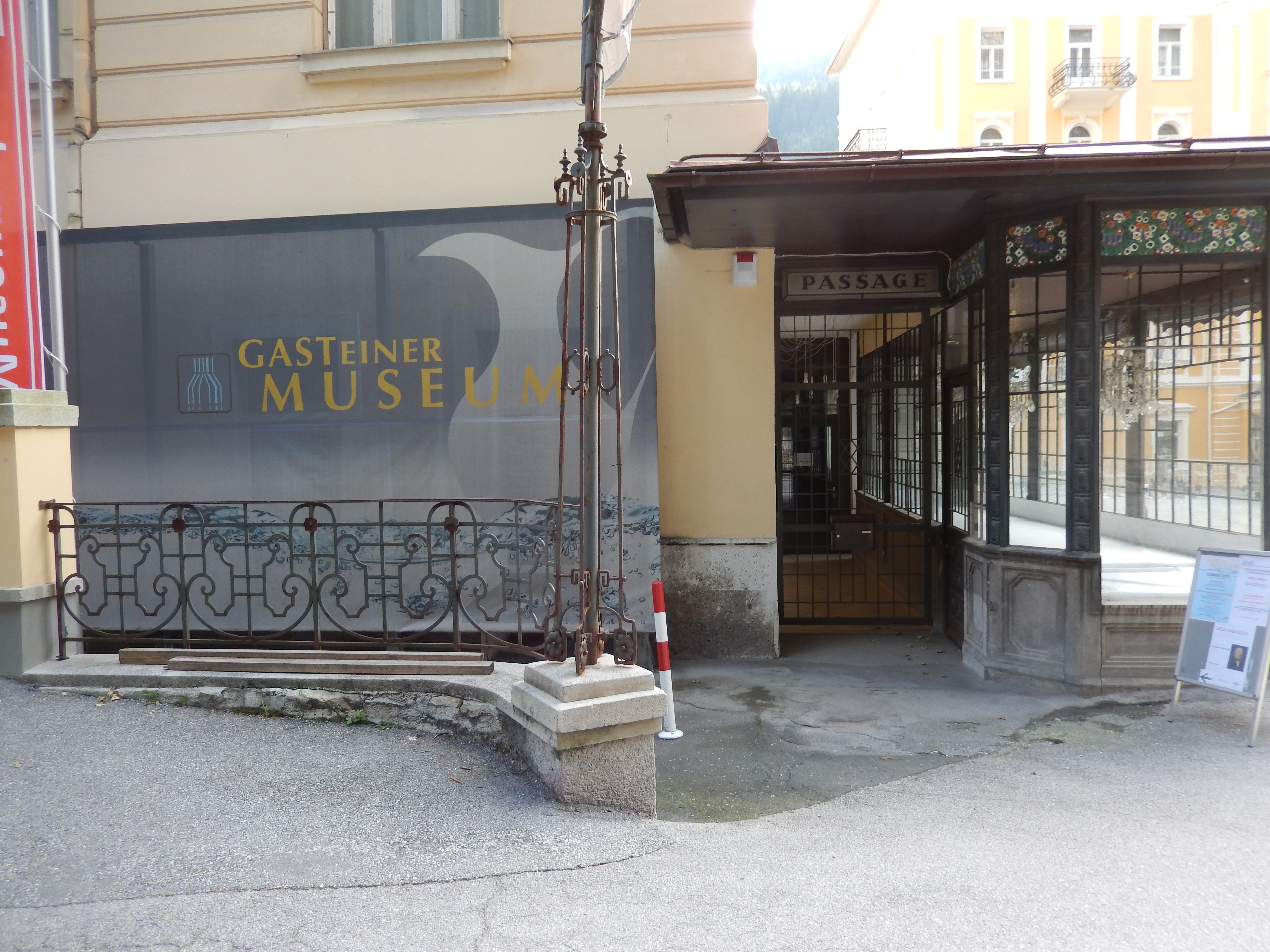
Gasteiner Museum, Eingang

Das Gasteiner Museum zeigt die Geschichte des Heilbades in Bad Gastein im Land Salzburg. Seit 2011 befindet sich das Museum im Grand Hotel de l’Europe.

## Geschichte
Vorläufer des Museums war eine Jubiläumsausstellung – eine Ausstellung der Sammlung des Kurdirektors Heinrich von Zimburg – zum 28. Juni 1936, wo an den Kuraufenthalt des späteren Kaisers Friedrich III. feierlich erinnert wurde. Bundespräsident Wilhelm Miklas, Landeshauptmann Franz Rehrl und Bürgermeister Fritz Obrutschka waren anwesend, und der Schriftsteller Franz Karl Ginzkey hielt die Festansprache. In der Folge erweiterten Gasteiner Familien mit Schenkungen und Leihgaben die Sammlung zu einem Museum. Wertvoller Bestand des Museums wurde eine Gemäldesammlung berühmter alter Meister, insbesondere der Kammermaler Thomas Ender und Matthäus Loder von Erzherzog Johann. Eine Abteilung zeigte Bädermodelle. Gasteiner Mineralien wurden erworben und eine Koje zeigte Erinnerungsstücke zum Goldbergbau.
1939, mit dem Zweiten Weltkrieg, wurde das Museum geschlossen und die Leihgaben zurückgegeben.
1946 begann mit Heinrich von Zimburg der Wiederaufbau des Museums. Die Mineraliensammlung der Böcksteiner Sammler Zschocke und Frohnwieser, darunter ein 76 kg schwerer Bergkristall vom Ankogel, wurde erworben. Das Museum befand sich in der sogenannten Grillparzer-Ecke des alten Kursaales und war räumlich beengt. Der Abbruch des Kursaales, an dessen Stelle das neue Kur- und Kongresszentrum errichtet wurde, bedingte die zweite Schließung des Museums. Die Exponate wurden in Kisten verpackt und am Dachboden des Hauses Austria gelagert.
Die weitere Geschichte des Gasteiner Museums beruht auf der Gründung des Vereins der Freunde des Gasteiner Museums, die durch Hermann Greinwald und Fritz Gruber vom Rotary Club Gastein sowie von Fritz Kutter und Karl Winter angeregt wurde. Der ehemalige Bürgermeister Anton Kerschbaumer stellte dem Verein für Ausstellungen Räume im Haus Austria zur Verfügung. In der Wintersaison 1974/1975 gab es die Ausstellung Volksbräuche rund um das Gasteiner Jahr. Eine weitere Sonderausstellung zeigte die Geschichte Gasteins in alten Ansichten. Dem folgte die Sonderausstellung Tauernkristalle.
Mit dem Verkauf des Hauses Austria und des Kongresszentrums durch die Gemeinde Bad Gastein erfolgte 2008 die dritte Schließung des Museums.
Dank des Entgegenkommens der Eigentümerin Rosina Tscherne konnte der Verein im Grand Hotel de l’Europe Ausstellungsräume und Lagerräume anmieten. Die bauliche Umsetzung erfolgte durch das Architekturbüro FLEOS in Salzburg. Am 15. November 2011 wurde mit der Landesrätin Tina Widmann das Museum wieder eröffnet.